# ماتریکس
ماتریکس (انگلیسی: The Matrix) یک فیلم اکشن علمی-تخیلی به نویسندگی و کارگردانی واچوفسکی‌ها است که در سال ۱۹۹۹ منتشر شد. در این فیلم، بازیگرانی همچون کیانو ریوز، لارنس فیشبرن، کری-ان ماس، هوگو ویوینگ، جو پانتولیانو و گلوریا فاستر ایفای نقش می‌کنند. ماتریکس که اولین قسمت از چهارگانه ماتریکس است، آمیزه‌ای از اکشن، هنرهای رزمی و دارای یک فیلم‌نامهٔ چندلایه است که یک جامعهٔ پادآرمان‌شهر در آینده را به تصویر می‌کشد، که در آن درک واقعیت توسط انسان‌ها در دنیایی ساختگی به نام «ماتریکس» رخ می‌دهد. این فیلم، به وسیلهٔ ماشین‌آلات هوشمند برای غلبه بر جمعیت انسان‌ها، شبیه‌سازی شده است. این در حالی است که حرارت و فعّالیّت‌های الکتریکی بدن انسان‌ها به‌عنوان منبع انرژی برای ماشین‌آلات محسوب می‌شوند. در این بین، یک برنامه‌نویس کامپیوتر به نام نئو، از این حقیقت آگاه شده و همراه با افراد دیگری که خود را از این دنیای رؤیایی رها کرده‌اند، به شورشی علیه ماشین‌ها برمی‌خیزند.
فیلم ماتریکس به‌خاطر داشتن محتوای سنگین و ساختار پیچیدهٔ فلسفی شهرت دارد. این فیلم همچنین نمونه‌ای از سبک سایبرپانک و علمی تخیلی به‌شمار رفته و شامل منابع متعددی از ایده‌ها و تفکّرات فلسفی و مذهبی است. روشی که واچوفسکی‌ها در ساخت صحنه‌های اکشن این فیلم به‌کار گرفته‌اند تحت تأثیر انیمه ژاپنی و فیلم‌های هنرهای رزمی بوده است. آنها همچنین از تکنیک‌های مبارزه نمایشی و وایر فو — نوعی تکنیک مبارزه با کمک هدایت افراد با سیم و مورد استفاده در فیلم‌های سینمایی اکشن سینمای هنگ کنگ — در ساخت این فیلم استفاده کرده‌اند.
این فیلم، موجب شهرت جلوه بصری تأخیر گلوله شد؛ تکنیکی که طی آن صحنه‌های اکشن فیلم به صورت حرکت آهسته به نمایش درمی‌آید اما حرکت دوربین به نحوی است که گویی با سرعت معمولی در حال جابه‌جا شدن است. این فیلم، تأثیر زیادی بر فیلم‌های سبک ابرقهرمانی بعد از خود داشت. ماتریکس به‌طور ویژه به‌خاطر جلوه‌های ویژه، نوع اکشن استفاده شده، فیلم‌برداری و سرگرم‌کنندگی بالا مورد تحسین قرار گرفته است. این فیلم، که از آن به‌عنوان یکی از بهترین فیلم‌های ژانر علمی-تخیلی در تمام دوران یاد می‌شود، در سال ۲۰۱۲ به فهرست ملی ثبت فیلم آمریکا افزوده شد.
فیلم ماتریکس که نخستین قسمت از چهارگانه ماتریکس به‌شمار می‌رود، برنده ۴ جایزه اسکار در بخش‌های فنی و همچنین جوایز دیگری شامل جایزه بفتا و ساترن بوده است. فیلم در ۳۱ مارس ۱۹۹۹ در آمریکا اکران شد و توانست به فروشی جهانی معادل ۴۶۷ میلیون دلار دست یابد. اگرچه فیلم، به‌طور کلی نظرات مثبتی از منتقدان فیلم دریافت کرد و بعضی از منتقدان این فیلم را به‌خاطر اجرای موضوعات دشوار ستوده‌اند، با این‌حال، برخی دیگر معتقدند که مفاهیم عمیق فیلم، تحت تأثیر جلوه‌های ویژه آن قرار گرفته‌اند. از ماتریکس به‌عنوان یکی از برترین فیلم‌های تاریخ سینما یاد می‌شود.
موفقیت این‌فیلم به‌قدری بود که سه دنباله برای آن به نام‌های بارگذاری مجدد ماتریکس (۲۰۰۳)، انقلاب‌های ماتریکس (۲۰۰۳) و رستاخیزهای ماتریکس (۲۰۲۱) ساخته شد. علاوه بر این، مجموعه ماتریکس تنها به فیلم محدود نماند و به دنیای کتاب‌های کمیک، بازی‌های ویدیویی و فیلم‌های انیمیشن کوتاه نیز راه پیدا کرد، که در این مسیر، واچوفسکی‌ها نقش مهمی به‌عهده داشتند.

## داستان

پیام دریافت شده توسط نئو

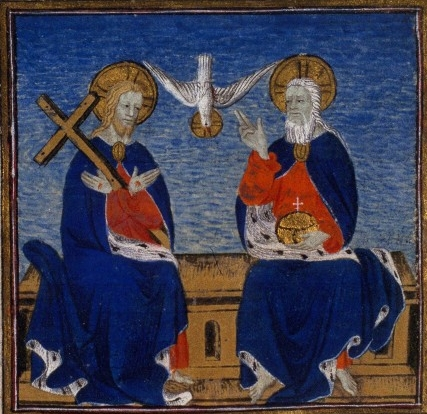
ترینیتی در حال خروج از «ماتریکس»، از طریق یک تلفن عمومی

در یک هتل متروکه در شهری بزرگ، یک زن که بعداً مشخص می‌شود نامش ترینیتی است، در تنگنای پلیس گیر افتاده است. با این‌حال، او با کمک توانایی‌های ابرقهرمانی خود، موفق به شکست آن‌ها و گریز از مهلکه می‌شود اما نیروی پلیس دست به تعقیب او می‌زند. علاوه‌بر نیروی پلیس، گروه دیگری از مأموران که دارای قابلیت‌های ابرقهرمانی خاصی هستند نیز به تعقیب او می‌پردازند. ترینیتی وارد کیوسک تلفن عمومی می‌شود و تلفنی که زنگ می‌خورد را برمی‌دارد. او تنها چند ثانیه قبل از این که کیوسک تلفن مورد اصابت کامیونی حامل مأموران قرار بگیرد، ناپدید می‌شود.
برنامه‌نویس کامپیوتری به نام توماس اندرسون، با نام مستعار «نئو» در جامعه هکرها، احساس می‌کند یک مشکلی وجود دارد، چرا که در محیط آنلاین دائماً با عبارت ماتریکس روبرو می‌شود. ترینیتی با او تماس می‌گیرد و می‌گوید پاسخ سوالات او نزد مورفئوس است. گروهی از مأموران به‌همراه نیروی پلیس به رهبری مأمور اسمیت، به محل کار نئو می‌رسند و سراغ او را می‌گیرند. با این‌که مورفئوس تلاش می‌کند به‌نحوی نئو را با کمک تماس تلفنی هدایت کند تا به دست مأموران نیفتد او دستگیر شده و تحت بازجویی برای کمک به پیدا کردن محل اختفای مورفئوس قرار می‌گیرد. آن‌ها از مورفئوس یه عنوان یک تروریست یاد می‌کنند.
نئو آزاد می‌شود و بعداً مورفئوس را ملاقات می‌کند. او به نئو دو قرص نشان می‌دهد: قرمز برای پی‌بردن به حقیقت ماتریکس و آبی برای برگشتن به زندگی معمولی و روزمره همیشگی. پس از این‌که نئو قرص قرمز را می‌خورد، واقعیتی که با آن سروکار داشت درهم می‌شکند و زمانی که بیدار می‌شود، خود را در محفظه‌ای پر از مایعات می‌یابد، در محلی که تعداد بی‌شماری از این محفظه‌ها وجود دارد و همه آنها به صورت درهم‌تنیده‌ای با رشته کابل‌هایی به یک‌دیگر متصل هستند. در ادامه او توسط مورفئوس و افراد او پیدا شده و سوار سفینه‌ای به نام بخت نصر می‌شود.
در حالی‌که نئو به‌خاطر یک عمر زندگی در حالتی بدون فعالیت و خوابیده در محفظه‌ای تنگ، نیاز به بازیابی توانایی فیزیکی خود است، مورفئوس واقعیت را برای او برملا می‌کند. در اوایل قرن بیست و یکم، نبردی میان انسان‌ها و ماشین‌های هوشمند رخ می‌دهد. زمانی که انسان‌ها دسترسی ماشین‌ها به انرژی خورشیدی را قطع می‌کنند، ماشین از انسان‌ها به عنوان منبعی از انرژی بیوالکتریک استفاده می‌کنند. آنها انسان‌ها به صورتی ناهوشیار در محیطی به نام ماتریکس نگه داشته و واقعیتی شبیه‌سازی شده را به صورت جمعی برای آن‌ها به نمایش گذاشتند. واقعیتی که نمایش دهنده جهان در انتهای قرن بیستم و قبل نبرد انسان‌ها و ماشین‌ها بود. ماشین‌ها تمام دنیا را فتح کرده‌اند و زایون آخرین شهر باقی‌مانده و پناهگاه انسان‌های آزاد است. مورفئوس و خدمه‌اش عضو جنبشی هستند که با هک کردن ماتریکس، اقدام به آزاد کردن انسان‌ها می‌کنند.
مورفئوس به نئو هشدار می‌دهد که مردن در محیط ماتریکس، موجب مرگ بدن فیزیکی افراد نیز می‌شود و مأمورانی که او آنها را قبلاً ملاقات کرده در واقع برنامه‌های نگهبان بسیار قدرتمند کامپیوتری هستند که تمامی تهدیدات متوجه سیستم را حذف می‌کنند. ماشین‌ها به سنتینل‌ها که نوعی ربات‌های نگهبان هستند، دستور داده‌اند که جنبش انسان‌های آزاد در دنیای واقعی را نابود کنند.

قرص قرمز و قرص آبی که مورفئوس انتخاب یکی از آن‌ها را به نئو پیشنهاد می‌دهد.

مورفئوس در محیط شبیه‌سازی شده نحوه مبارزه کردن در دنیای ماتریکس را به نئو آموزش می‌دهد، با این تصور که او همان شخص برگزیده موعود است، شخصی که انسان‌ها را از ماتریکس آزاد می‌کند و جنگ را به پایان می‌رساند. گروه مورفئوس و نفراتش برای ملاقات پیشگو، وارد ماتریکس می‌شوند، پیش‌گویی که ظهور شخص برگزیده را پیش‌بینی کرده است. او می‌گوید که نئو شخص برگزیده نیست هرچند استعداد برگزیده شدن دارد ولی انگار منتظر چیزی هست شاید منتظر زندگی بعدیش. سپس هشدار می‌دهد که او مجبور خواهد شد بین زندگی خود و مورفئوس، یکی را انتخاب کند.
گروه در کمین مأموران و گروه ویژه پلیس قرار می‌گیرند و این ماجرا به خاطر لو دادن موقعیت گروه توسط سایفر رخ می‌دهد. سایفر یکی از اعضای خدمه است که از وضعیت ناراضی است و می‌خواهد به زندگی راحت خود در ماتریکس بازگردد. مورفئوس با در معرض خطر قرار دادن خود، به فرار بقیه گروه کمک می‌کند و درنتیجه دستگیر می‌شود. سایفر از ماتریکس خارج می‌شود و بقیه اعضای گروه را که هنوز در دنیای ماتریکس بودند، به قتل می‌رساند. قبل از این که بتواند نئو را بکشد، توسط تنک، یکی از خدمه که او را قبلاً زخمی کرده بود، کشته می‌شود.
در ماتریکس مأموران مشغول بازجویی و شکنجه مورفئوس برای پی‌بردن به کد دسترسی به رایانه اصلی شهر زایون هستند. تنک پیشنهاد می‌کند که آنها مورفئوس را قبل از این‌که اعتراف کند، بکشند، اما نئو پیشنهاد می‌کند آنها به ماتریکس بازگردند و مورفئوس را نجات دهند. ترینیتی اصرار می‌کند که او را همراهی کند. در زمان نجات مورفئوس، نئو به قابلیت‌های خودش پی می‌برد و متوجه توانایی خود در مبارزه برابر و حتی شکست مأموران می‌شود. مورفئوس و ترینیتی موفق به خروج از ماتریکس می‌شوند، اما نئو در کمین مأموران گرفتار می‌شود و کشته می‌شود. درحالی که موقعیت سفینه نیز لو رفته و ربات‌های نگهبان مشغول حمله به آن هستند، ترینیتی در گوش نئو که حالا مرده است، نجوا می‌کند که او نمرده است. او عاشق نئو است و این موضوع را قبلاً پیش‌گو به او گفته است که ترینیتی تنها عاشق شخص برگزیده می‌شود. او نئو را می‌بوسد و نئو ناگهان در دنیای ماتریکس به‌هوش می‌آید. او با نیروی جدیدی که به‌دست آورده، مأمور اسمیت را شکست می‌دهد و درست در زمان مناسب از ماتریکس خارج می‌شود تا خدمه بتوانند از بمب الکترومغناطیس برای دفع ربات‌های نگهبان استفاده کنند. پیش گویی محقق شده و نئو در زندگی جدید، همان موعود برگزیده است.

## نقش‌ها و شخصیت‌ها

شخصیت نئو با بازی کیانو ریوز

- کیانو ریوز در نقش نئو / توماس اندرسون:
یک برنامه‌نویس کامپیوتر با نام توماس آ. اندرسون[EN ۸] که با نام مستعار نئو[EN ۹] مشغول فعالیت است. کیانو ریوز در توصیف شخصیت نئو، او را مانند شخصی توصیف کرده که انگار می‌داند یک چیزی غلط است و با دنبال کردن مورفئوس به دنبال حقیقت و رسیدن به آزادی است.[۱۳] ویل اسمیت، بازی در نقش نئو را برای بازی در فیلم غرب وحشی وحشی رد کرد، چرا که او در مورد بازی در فیلمی با جلوه‌های ویژه تأخیر گلوله مطمئن نبود.[۱۴] او بعداً گفت که «در آن زمان، هنوز به پختگی بازیگری کافی نرسیده بود»[۱۴] و اگر این نقش را قبول می‌کرد «آن را خراب می‌کرد.»[۱۵][۱۶] از افراد دیگری که بازی در نقش نئو را رد کردند، نیکلاس کیج بود که به‌خاطر مشکلات خانوادگی این نقش را نپذیرفت.[۱۷] کمپانی برادران وارنر با براد پیت و وال کیلمر نیز برای این نقش وارد مذاکره شد که هردو، آن را رد کردند. در نهایت این کیانو ریوز بود که توانست رقابت با جانی دپ برای گرفتن نقش نئو را برنده شده و به‌عنوان انتخاب اول واچوفسکی‌ها، برای این نقش انتخاب شود. همچنین دیوید دوکاونی و تام کروز نیز برای این نقش در نظر گرفته شده بودند.[۱۸]
- لارنس فیشبرن در نقش مورفئوس[EN ۱۰]
فرمانده سفینه بخت نصر[EN ۱۱] و یکی از انسان‌هایی است که موفق شده از ماتریکس بگریزد. فیشبرن می‌گوید زمانی که مشغول خواندن فیلم‌نامه بوده است متوجه نشده است که چرا بقیه این فیلم‌نامه را گیج کننده می‌دانند. بااین‌حال، او خیلی مطمئن نبود که چنین فیلمی ساخته شود چرا که از نظر او «خیلی زیرکانه» بود. واچوفسکی‌ها به فیشبرن گفتند که مبنای شخصیت مورفئوس را بر اساس شخصیت نیل گیمن در کتاب کامیک مرد شنی قرار دهد. گری اولدمن، ساموئل ال. جکسون و وال کیلمر از جمله افرادی بودند که برای نقش مورفئوس درنظر گرفته شده بودند. با وجود شایعات گسترده، نقش مورفئوس به شان کانری پیشنهاد نشد و تنها به او نقش معمار[EN ۱۲] ارائه شده بود، نقشی که در قسمت‌های دوم و سوم از مجموعه ماتریکس ظاهر شد و ایفای آن به عهده هلموت باکایتیس واگذار شد.
- کری-ان ماس در نقش ترینیتی[EN ۱۳]
او که آزادشده توسط مورفئوس است، از خدمه سفینه بخت نصر و دارای رابطه عاطفی با نئو است. پس از خواندن فیلم‌نامه، موس بیان کرد که باور نمی‌کرده است که باید چنین حرکات آکروباتیک که در فیلم‌نامه توصیف شده بود را انجام دهد. او همچنین خیلی مطمئن نبود که واچوفسکی‌ها بتوانند کارگردانی فیلمی با چنین بودجه هنگفتی را به‌دست آورند، اما بعد از گذراندن چند ساعت با آنها و گفتگو در مورد داستان فیلم، متوجه شد که چرا واچوفسکی‌ها اینقدر مورد اعتماد دیگران هستند.[۱۳] موس بیان کرده است که در زمان اجرا فیلم، مجبور بوده است که آزمایش فیزیکی سه ساعته‌ای را بگذارند و به همین خاطر می‌دانسته که در ادامه چه انتظاراتی از او وجود خواهد داشت. در ابتدا صحبت‌هایی با جنت جکسون برای پذیرش نقش ترینیتی شد، اما تداخل برنامه‌ها موجب شد که او نتواند این نقش را بپذیرد.[۱۹] جکسون بعداً ابراز کرد که رد کردن چنین نقشی برای او بسیار دشوار بوده است.[۲۰][۲۱]
- هوگو ویوینگ در نقش مأمور اسمیت[EN ۱۴]
مأمور اسمیت یک مأمور حساس و سخت‌گیر که هدفش نابودی زایون و جلوگیری از خروج انسانها از ماتریکس است. برخلاف دیگر مامورها، او مشتاق خروج از وظایف کاری خود است. ویوینگ می‌گوید برای او، شخصیت مأمور اسمیت نقشی لذت‌بخش و سرگرم‌کننده بوده است. او در زمان بازی در این نقش، لهجه‌ای طبیعی و مخصوص این شخصیت را تمرین و به‌کار گرفت. قصد او از این کار این بود که مأمور اسمیت نه صدایی شبیه انسان و نه شبیه روبات داشته باشد.[۲۲] ژان رنو از افرادی است که این نقش به او پیشنهاد شده بود اما او نقش را نپذیرفت، به این دلیل که مایل نبود برای فیلم‌برداری به استرالیا برود.[۲۳]

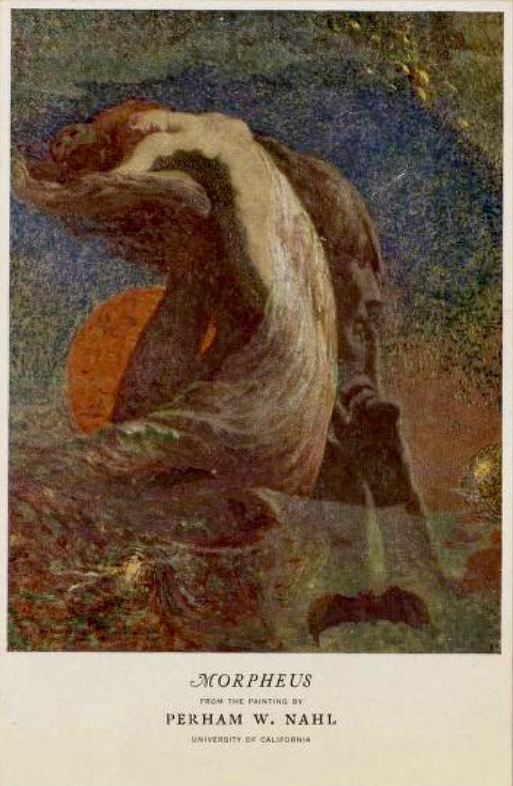
شخصیت مورفئوس با بازی لارنس فیشبرن
شخصیت ترینیتی با بازی کری-ان ماس
شخصیت مأمور اسمیت با بازی هوگو ویوینگ
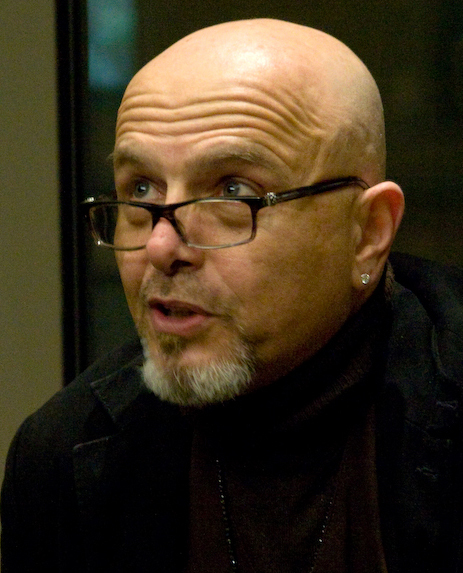
شخصیت سایفر با بازی جو پانتولیانو
شخصیت اوراکل با بازی گلوریا فاستر

- جو پانتولیانو در نقش سایفر[EN ۱۵]
او هم مانند ترینیتی یک انسان دیگر است که توسط مورفئوس از ماتریکس آزاد شده است. بااین‌حال از خوردن قرص قرمز پشیمان است و درجستجوی راهی برای بازگشت به ماتریکس است و همین اشتیاق او باعث می‌شود که در نهایت با هم‌دستی با مأمور اسمیت به جنبش زایون خیانت کند. پانتولیانو قبل از این فیلم نیز با واچوفسکی‌ها کار کرده است و سابقه کار مشترک آنها به فیلم محدودیت محصول سال ۱۹۹۶ بازمی‌گردد.
- مارکوس چونگ در نقش تنک[EN ۱۶]
یکی از انسانهایی است که به‌طور طبیعی در خارج از ماتریکس متولد شده است. او برادر دوزر و از خدمه سفینه بخت نصر است.
- آنتونی ری پارکر در نقش دوزر[EN ۱۷]
یکی از انسانهایی است که به‌طور طبیعی در خارج از ماتریکس متولد شده است. او برادر تنک و از خدمه سفینه بخت نصر است.
- پل گودارد در نقش مأمور براون[EN ۱۸]
یکی از دو مأمور همکار مأمور اسمیت در ماتریکس که تلاش می‌کنند زایون را نابود کنند و جلوی فرار انسان‌ها از سیستم را بگیرند. سه مأمور اصلی در ماتریکس، از چپ به راست: مأمور براون (پل گودارد)، اسمیت (هوگو ویوینگ) و جونز (روبرت تیلور)

سه مأمور اصلی در ماتریکس، از چپ به راست: مأمور براون (پل گودارد)، اسمیت (هوگو ویوینگ) و جونز (روبرت تیلور)

- گلوریا فاستر در نقش اوراکل[EN ۱۹]
پیش‌گویی که هنوز در ماتریکس زندگی می‌کند و بقیه انسان‌ها برای آگاهی و خرد کمک می‌کند.
- بلیندا مک‌کلوری در نقش سوئیچ[EN ۲۰]
او از انسان‌های آزادشده از ماتریکس به‌دست مورفئوس و از خدمه سفینه بخت نصر است.
- مت دوران در نقش موس[EN ۲۱]
از انسان‌های آزادشده از ماتریکس و برنامه‌نویس سفینه بخت نصر است.
- جولیا آراهنگا در نقش ایپاک[EN ۲۲]
از انسان‌های آزادشده از ماتریکس و از خدمه سفینه بخت نصر است.
- روبرت تیلور در نقش مأمور جونز[EN ۲۳]
دومین همکار مأمور اسمیت در ماتریکس است.

## تولید

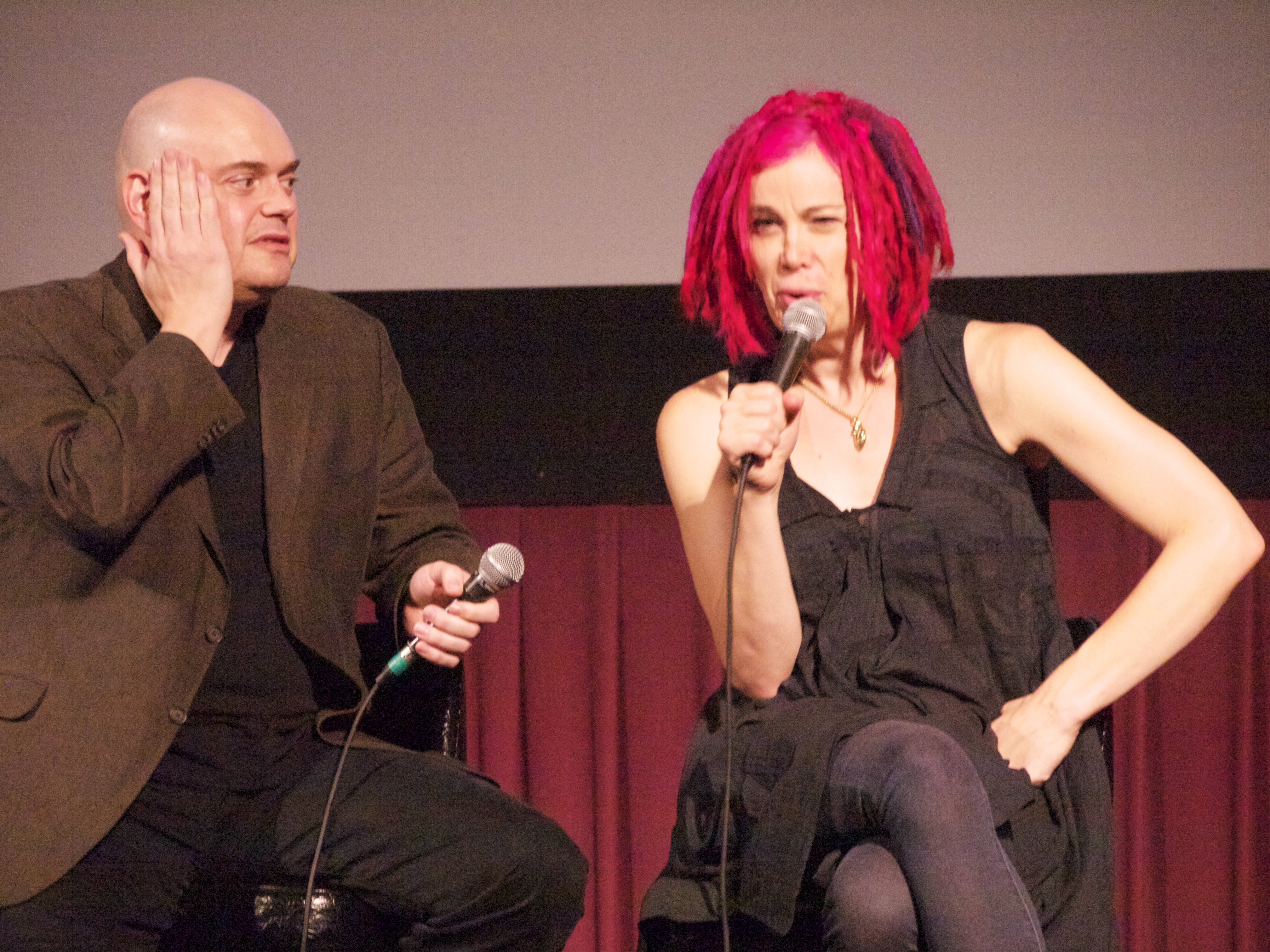
واچوفسکی‌ها در مراسم نمایش فیلم کلاود اطلس، سال ۲۰۱۲

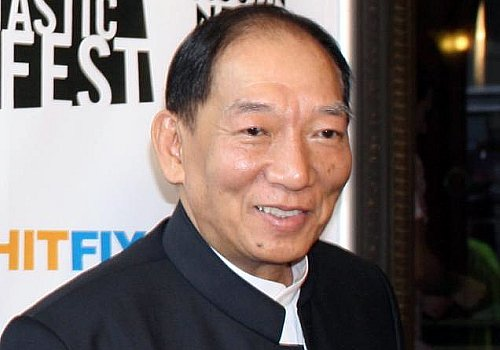
یوئن وو-پینگ در سال ۲۰۱۰ میلادی

### توسعه
در سال ۱۹۹۴، واچوفسکی‌ها فیلم‌نامه‌ای برای فیلم آدم‌کش‌ها به کمپانی برادران وارنر تحویل دادند. بعد از این‌که رئیس وقت کمپانی لورنزو دی بوناونتورا فیلم‌نامه را مطالعه کرد، تصمیم گرفت تا طی قراردادی حقوق قانونی مربوط به این فیلم به اضافه دو فیلم دیگر یعنی محدودیت و ماتریکس را از آنها خریداری کند. محدودیت اولین فیلمی بود که واچوفسکی‌ها کارگردانی آن را به‌عهده گرفتند. این فیلم با تحسین منتقدان روبرو شد. با این دستاورد، آنها درخواست کردند که کارگردانی ماتریکس را هم خودشان به‌عهده بگیرند.
در سال ۱۹۹۶، واچوفسکی‌ها نقش نئو را به ویل اسمیت پیشنهاد دادند. اسمیت در کانال یوتیوب خودش اشاره کرده است که قرار براین بوده که او نقش نئو و وال کیلمر نقش مورفئوس را به‌عهده داشته باشند. او بعداً گفته است که به درستی متوجه فیلم‌نامه نشده است و برهمین اساس بازی در فیلم غرب وحشی وحشی را ترجیح داده است.
تهیه‌کننده فیلم یعنی جوئل سیلور به سرعت انتخاب و به مجموعه پیوست. اگرچه حامیان مالی پروژه مانند سیلور و لورنزو دی بوناونتورا حامیان قدرت‌مندی بودند با این‌حال پروژه ۶۰ میلیون دلاری ماتریکس با فیلم‌نامه‌ای پیچیده و فلسفی و جلوه‌های ویژه دشوار، هنوز برای کمپانی برادران وارنر یک سرمایه‌گذاری عظیمی به‌حساب می‌آمد. واچوفسکی‌ها، جف دارو و استیو اسکروس، هنرمندان کتاب‌های کمیک بوک را استخدام کردند تا تمام داستان فیلم را به صورت نمابه‌نما در ۶۰۰ صفحه طراحی کنند. مجموعه طراحی شده موفق به گرفتن تأیید استودیو شد و تصمیم بر ساخت فیلم در استرالیا گرفته شد. به‌زودی، ماتریکس تبدیل به یک همکاری مشترک بین کمپانی برادران وارنر و ویلیج رودشو پیکچرز شد.

### پیش‌تولید
یکی از اولین مواردی که بازیگران باید به آن مسلط می‌شدند، فهم کامل فیلم‌نامه ماتریکس و توانایی توضیح دادن آن بود. برای این منظور، خواندن کتاب شباهت و شبیه‌سازی از ژان بودریار فیلسوف فرانسوی برای اغلب بازیگران اصلی و دست‌اندرکاران تولید مجموعه، ضروری بود. کیانو ریوز اعلام کرد که علاوه بر این کتاب، واچوفسکی‌ها او را ترغیب به خواندن کتاب‌های خارج از کنترل: زیست‌شناسی جدید ماشین‌ها، سیستم‌های اجتماعی و جهان اقتصادی از کوین کلی و همچنین روان‌شناسی فرگشتی از دیلان اوانس کرده بودند. کری-ان ماس گفته دوران سختی را برای تکمیل این موارد گذرانده است.
واچوفسکی‌ها از دیرباز از تحسین‌کنندگان سینمای هنگ‌کنگ بوده‌اند و برهمین اساس تصمیم گرفتند تا یوئن وو-پینگ طراح و کارگردان فیلم‌های رزمی نمایشی را استخدام کنند تا به آن‌ها در تولید صحنه‌های مبارزه کمک کند. آماده کردن بازیگران برای اجرای حرکات اکشن با کمک سیم، به ماه‌ها زمان نیاز داشت. واچوفسکی‌ها ابتدا چهار ماه را برای این منظور در نظر گرفتند و یوئن وو-پینگ نیز در ابتدا خوش‌بین بود اما وقتی متوجه ناآمادگی بازیگران شد، نگرانی او آغاز شد. او برای افزایش قدرت بدنی بازیگران وقت زیادی گذاشت. او همچنین تمرین‌های ویژه‌ای را برای برخی بازیگران اصلی مهیا کرد. به‌عنوان مثال به‌طور ویژه با کیانو ریوز برای افزایش استقامت، لارنس فیشبرن برای افزایش انعطاف، هوگو ویوینگ برای افزایش دقت و کری-ان ماس برای افزایش ظرافت زنانه تمرین کرد.
قبل از پیش‌تولید، کیانو ریوز به‌خاطر بیرون‌زدگی مهره گردنی مجبور به انجام یک عمل جراحی شده بود و در زمان پیش‌تولید عملاً در دوران بهبودی خود به‌سر می‌برد. با این‌حال او به انجام شدید تمرینات خود حتی در روزهای تعطیل اصرار داشت و به‌همین خاطر یوئن وو-پینگ تمرینات سبک و مشت‌زنی را برای او در نظر گرفت. به‌خاطر این‌که در طول فرایند پیش‌تولید، ریوز هنوز در دوره بهبود خود به‌سر می‌برد و این دوره حدود دو ماه از چهار ماه تمرین برای فیلم را به خود اختصاص داد، او نتوانست به‌خوبی لگدزنی را تمرین کند و در نتیجه در طول فیلم‌برداری نیز خیلی از پاهای خود برای لگد زدن استفاده نکرد. ویوینگ هم به‌خاطر آسیب‌دیدگی در طول تمرینات، مجبور به انجام عمل جراحی لگن شد.

### طراحی تولید

تفسیر گرافیکی از پردازش اطلاعات توسط نرم‌افزار ماتریکس در فیلم

در طول فیلم، محیط ماتریکس با کدهای سبز رنگی که به‌صورت عمودی و به سمت پایین در جریان بودند، نمایش داده شد. این کدها که مرکب از تصاویر آیینه‌ای حروف کاتاکانا (خط ژاپنی) و اعداد لاتین بودند، توسط سیمون وایتلی طراحی شده بود و او برای این‌کار دست به تولید یک رابط اختصاصی زد. در سال ۲۰۱۷، او در یک مصاحبه با سی‌نت گفت که همسر ژاپنی او در طراحی این خطوط به او کمک کرده است و اضافه کرد که این خطوط درواقع تهیه شده از دستور تهیه سوشی ژاپنی هستند.
تیم تولید برای ایجاد تفاوت میان دنیای واقعی و ماتریکس سعی کردند تکنیک‌هایی را برای این منظور استفاده کنند. یکی از این تکنیک‌ها این بود که کدهای ماتریکس در زمان‌هایی که صحنه‌های فیلم مربوط به دنیای ماتریکس بود با رنگ سبز کاملاً آشکاری نمایش داده شود و زمانی که صحنه‌ها مربوط به دنیای واقعی بود، تغییر رنگ به آبی رخ دهد. از موارد دیگر در این زمینه این بود که در دنیای واقعی و خارج از ماتریکس، بازیگران دارای موهایی نامرتب‌تر و لباس‌هایی با بافت پارچه‌ای واضح‌تر بودند و همچنین در زمان فیلم‌برداری از لنزهای بزرگ‌تری برای نرم کردن پس زمینه و تأکید بیش‌تر روی بازیگران استفاده شد.
سفینه بخت نصر، طوری طراحی شده بود که به‌جای یک سفینه کاملاً سالم و تمیز به‌صورت یک سفینه سرهم‌بندی شده و مستعمل به‌نظر برسد. کابل‌ها به صورت عمدی در معرض دید قرار داشتند و قطعات سازنده آن نیز کاملاً با دقت قرار داده شده بودند تا از این طریق با نمایش قطعات داخلی سفینه، رابطه میان انسان و ماشین را جدایی‌ناپذیرتر نشان دهند.
در صحنه‌ای که نئو در محفظه خواب متصل به شبکه ماتریکس بیدار شد، محفظه عمداً طوری طراحی شده بود که کثیف، مستعمل و ترسناک به‌نظر برسد. در طول مرحله تست تنفسی در محفظه، فرد ی که در محفظه قرار داشت، در کمتر از هشت دقیقه دچار افت دمای بدن و سرمازدگی شد، به‌طوری که دست‌اندرکاران مجبور شدند برای استفاده‌های بعدی، محفظه را گرم کنند.
کیم بارت، طراح لباس فیلم، گفته که لباس بازیگران را براساس شخصیت و محیطی که هر بازیگر در زمان فیلم‌برداری در آن حضور داشته، تعریف کرده است. به‌عنوان مثال، زمانی که توماس اندرسون (کیانو ریوز) در دفتر کارش حضور داشت، لباسی طراحی شد که ناخوشایند، ژولیده و نامرتب بود. بارت در برخی موارد سه نوع الیاف برای ساخت هر لباس استفاده کرد و همچنین مجبور بوده که به‌خاطر شرایط خاص فیلم‌برداری و صحنه‌های متفاوت مانند صحنه‌های اکشن، نیاز به پرش و آویزان شدن، میزان کارایی آن لباس برای بازی را هم در نظر بگیرد. بارت برای لباس ترینیتی چندین نوع پارچه را بررسی کرد تا بفهمد هریک از آنها چه مقدار جذب و انعکاس نور دارند. او در نهایت لباسی با جلایی جیوه‌ای و براق را برای ترینیتی انتخاب کرد. برای مأموران، طراحی به نحوی انجام شد که لباس‌ها همانند فیلم‌های جی‌اف‌کی و مردان سیاه‌پوش، نمایان‌گر سرویس مخفی و نظارت مخفیانه باشند. ساخت عینک‌های دودی مورد استفاده در فیلم، به ریچارد واکر، طراح شرکت بلایند دیزاین محول شد.

### فیلم‌برداری
به‌جز چند صحنه تقریباً تمامی صحنه‌های مربوط به فیلم در استودیو فاکس و در خود شهر سیدنی در استرالیا ضبط شد. تصویربرداری طوری صورت پذیرفت که بناهای و موقعیت‌های جغرافیایی آشکار در تصویر قرار نگیرند تا فضای آمریکایی فیلم حفظ شود. فیلم‌برداری از مارس ۱۹۹۸ آغاز شد و در ماه اوت ۱۹۹۸ به اتمام رسید. فیلم‌برداری اصلی فیلم مجموعاً ۱۱۸ روز طول کشید.
به‌خاطر این‌که کیانو ریوز همچنان در حال بهبودی ناشی از جراحی گردن خود بود، تاریخ فیلم‌برداری برخی از صحنه‌ها به زمانی موکول شد که ریوز به بهبودی کامل دست پیدا کند. در نتیجه فیلم‌برداری با صحنه‌هایی شروع شد که نیازی به مهارت‌های فیزیکی و اکشن نداشت مانند دفتر کار توماس اندرسون، اتاق بازجویی و صحنه‌ای که نئو با ماشین به سراغ اوراکل می‌رود. صحنهٔ معروف مربوط به جاخالی دادن گلوله‌ها توسط نئو، بر روی پشت بام شرکت سیمنتک در خیابان کنت ضبط شد.
موس اغلب صحنه‌های شاخص در طول فیلم‌برداری را خود و بدون استفاده از بازیگر بدلکار به انجام رساند. موس در حین تمرین صحنه‌ای که ترینیتی به سمت دیوار می‌دود، دچار آسیب‌دیدگی شد و نتوانست صحنه مربوط را در یک نما به اتمام برساند.
سازندگان فیلم قصد داشتند صحنه مربوط به ایستگاه مترو را در یک ایستگاه واقعی ضبط کنند، اما پیچیدگی صحنه‌های مبارزه و نیاز به کابل‌های لازم برای تصویربرداری مبارزات، موجب شد که تصویربرداری در محلی ساختگی انجام شود. مکان ساخته‌شده برای تصویربرداری در نزدیکی یک انبار تجهیزات خطوط ریلی قرار داشت.
مبارزات مربوط به صحنه‌ای که نئو، مأمور اسمیت را به سمت سقف پرتاب کرد، به قدری دشوار بود که در زمان فیلم‌برداری، چاد استاهلسکی بدلکار نقش نئو، دچار چندین جراحت در نواحی مختلف از جمله شکستگی دنده، زانو و دررفتن شانه شد.
بالگردی که در صحنه بازجویی از مورفئوس به نمایش درآمد، یک بالگرد مدل با اندازه واقعی و وزنی بسیار سبک بود که با کمک کابل در حالت معلق نگه داشته شده بود. با این‌حال تیربار روی بالگرد، واقعی بود و سرعت چرخش آن روی ۵۰ درصد حالت واقعی تنظیم شده بود.

### جلوه‌های ویژه
«به‌عنوان منبع الهام‌بخش برای صحنه تأخیر گلوله، مایلم از کاتسوهیرو اوتومو نویسنده و کارگردان فیلم آکیرا و میشل گوندری یاد کنم. این‌ها افرادی هستند که مرا به‌طرز عجیبی حیرت‌زده کرده‌اند. گوندری نماهنگ‌هایی ساخته بود که در آن‌ها از تکنیکی کاملاً متفاوت به‌نام ادغام نما استفاده شده بود و این تکنیک سرآغازی بر استفاده خلاقانه از دوربین‌های ثابت، برای خلق جلوه‌های ویژه شد. تکنیک ما کاملاً متفاوت بود چون ما به‌جای این‌که دوربین‌ها را ثابت نگه داریم، آن‌ها را حول هدف حرکت دادیم و همچنین ما توانستیم تصاویری با سرعت فوق‌العاده آهسته ایجاد کنیم.»

—جان گاتا

اسلحه MP5 از جنس پلی‌اورتان که شخصیت نئو در طول فیلم از آن استفاده می‌کرد.

این فیلم شهرت زیادی را به‌خاطر جلوه ویژه معروف خود موسوم به تأخیر گلوله کسب کرده است، فرایندی که طی آن دوربین ظاهراً با حرکتی با سرعت معمولی در حال ضبط صحنه‌ها به‌صورت صحنه آهسته است. تکنیکی که برای تولید این جلوه ویژه استفاده شد، در واقع نسخه‌ای توسعه داده شده از تکنیکی قدیمی در فیلم‌برداری، موسوم به تصویربرداری برش زمانی است. تکنیکی که طی آن مجموعه‌ای از دوربین‌ها در اطراف هدف قرار می‌گیرد و تصویربرداری به‌صورت همزمان انجام می‌شود. هر دوربین یک تصویر ثابت می‌گیرد و زمانی که تمامی این تصاویر به صورت یک فیلم در کنار یک‌دیگر قرار داده شوند، جلوه حرکت مجازی دوربین شکل می‌گیرد. توهم بصری ایجاد شده موجب می‌شود که مخاطب تصور کند دوربین حول هدف می‌چرخد و زمان متوقف شده است.
تکنیک تأخیر گلوله شبیه تکنیک تصویربرداری برش زمانی است اما پیچیدگی آن بیشتر است به‌طوری که حرکات می‌تواند با سرعت آهسته یا متغیر ضبط شود. با کمک این تکنیک می‌توان با حرکت دادن آهسته دوربین، مانع از این شد که زمان کاملاً متوقف شده به‌نظر برسد. برای ضبط این صحنه، قبل از شروع فیلم‌برداری، موقعیت دوربین‌ها و نحوه فیلم‌برداری از قبل با کمک مدل‌سازی سه‌بعدی، شبیه‌سازی شده بود. به‌جای آن‌که همه دوربین‌ها همزمان شروع به فیلم‌برداری کنند، تیم فیلم‌برداری دوربین‌ها به صورت نوبتی و برای کسری از ثانیه روشن کردند تا هر کدام تصویر کوچکی که به زاویه خودشان مرتبط است را ضبط کنند. این تکنیک موجب تولید فیلمی با سرعت فوق‌العاده آهسته شد، به‌طوری که وقتی تمامی فریم‌های به‌دست آمده در کنار یک‌دیگر قرار داده شد، فیلمی با ۱۲۰۰۰ فریم در ثانیه تولید شد. چون دوربین‌ها به صورت دایره‌ای استفاده شدند، نیاز به حذف دوربین‌های مقابل در هر فریم بود که این کار با کمک شبیه‌سازی کامپیوتری به انجام رسید.

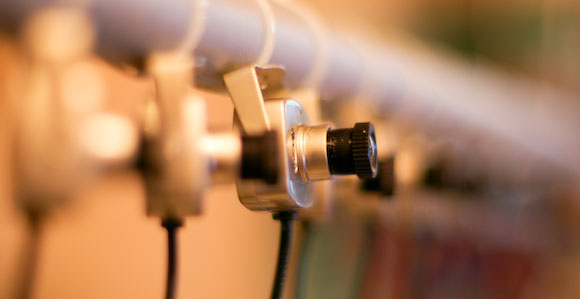
آرایه‌ای از دوربین‌ها که برای تصویربرداری تأخیر گلوله مورد استفاده قرار می‌گیرند.

### جلوه‌های صوتی و موسیقی
دین دیویس مسئولیت جلوه‌های صوتی فیلم را برعده داشت. جلوه صوتی مربوط صحنه‌های مبارزه و صداهایی مانند مشت‌های رد و بدل شده با کمک یک میله فلزی نازک تهیه، ضبط و ویرایش شد. صدای مربوط به محفظه نگهداری انسان‌ها در ماتریکس، از ترکیب ۵۰ صدا تهیه شد. ساخت موزیک فیلم به‌عهده دان دیویس بود. او اشاره کرده است که استفاده از انعکاس تصاویر در فیلم زیاد دیده می‌شود، از انعکاس تصویر قرص‌های قرمز و آبی در عینک مورفئوس تا انعکاس تصویر بالگرد روی ساختمان محل نگهداری مورفئوس. دیویس در زمان ساخت موسیقی فیلم به این لحظات توجه داشته و سعی کرده موسیقی متناسبی با فضای آن‌ها بسازد.

#### قطعه‌ها
در زیر، فهرست ۱۰ موسیقی اصلی فیلم که برروی دی‌وی‌دی در تاریخ ۲۱ سپتامبر ۱۹۹۹ منتشر شد، قرار گرفته است.
همهٔ ترانه‌ها توسط دان اس. دیویس نوشته شده‌است.
| فهرست آهنگ | فهرست آهنگ                 | فهرست آهنگ |
| شماره      | نام                        | مدت        |
| ---------- | -------------------------- | ---------- |
| ۱.         | «ترینیتی بی‌نهایت»          | ۳:۵۴       |
| ۲.         | «ناتوان از صحبت»           | ۱:۱۵       |
| ۳.         | «نیروگاه»                  | ۲:۴۱       |
| ۴.         | «به دنیای واقعی خوش آمدید» | ۲:۲۸       |
| ۵.         | «هتل کمین»                 | ۵:۲۳       |
| ۶.         | «خارج شو آقای هت»          | ۱:۲۳       |
| ۷.         | «یک ویروس»                 | ۱:۳۳       |
| ۸.         | «تأخیر گلوله»              | ۱:۱۰       |
| ۹.         | «شوک هستی‌شناسی»            | ۳:۳۲       |
| ۱۰.        | «هرچیزی ممکن است»          | ۶:۴۸       |

## بازخوردها

### فروش گیشه
فیلم موفق شد در مجموع حدود ۴۶۷ میلیون دلار کسب کند که از این میان حدود ۱۷۱ میلیون دلار (۳۷٪ از کل فروش) در سهم فروش آمریکا و کانادا و حدود ۲۹۲ میلیون دلار (۶۳٪ از کل فروش) سهم فروش در سایر کشورها بود. به لحاظ میزان فروش، این فیلم به پنجمین فیلم دارای بیش‌ترین فروش و اولین فیلم با رده محدود شده دارای بیش‌ترین فروش در آمریکای شمالی در سال ۱۹۹۹ تبدیل شد.

### جوایز
ماتریکس با وجود این‌که در زمینه کسب جوایز با جنگ ستارگان: قسمت اول – تهدید شبح روبرو بود، موفق شد در هر چهار زمینه‌ای که در اسکار نامزد بود، موفق به کسب جایزه شود. برخی از جوایزی که فیلم ماتریکس موفق به دریافت آن‌ها شده است عبارت‌اند از: اسکار بهترین تدوین، اسکار بهترین جلوه‌های تصویری، اسکار بهترین تدوین صدا، اسکار بهترین میکس صدا، جایزه بفتا برای بهترین جلوه‌های صوتی، جایزه بفتا برای بهترین صدابرداری، جایزه ساترن برای بهترین جلوه‌های تصویری و جایزه ساترن برای بهترین کارگردان. لیست کامل وضعیت نامزدی و کسب جایزه این فیلم در جدول زیر آمده است.
| جایزه             | زمینه                                      | نام                                                      | نتیجه    | منبع          |
| ----------------- | ------------------------------------------ | -------------------------------------------------------- | -------- | ------------- |
| جایزه اسکار       | بهترین تدوین                               | زک استنبرگ                                               | برنده    | [ ۵۳ ] [ ۵۴ ] |
| جایزه اسکار       | بهترین صداگذاری                            | جان ریتز، گرگ رودولف، دیوید کمپل، دیوید لی               | برنده    | [ ۵۳ ] [ ۵۴ ] |
| جایزه اسکار       | بهترین تدوین صدا                           | دین آ. دیویس                                             | برنده    | [ ۵۳ ] [ ۵۴ ] |
| جایزه اسکار       | بهترین جلوه‌های تصویری                      | جان گاتا، جانک سیرس، اتیو کورتلی، جان توم                | برنده    | [ ۵۳ ] [ ۵۴ ] |
| جایزه بفتا        | بهترین فیلم‌برداری                          | بیل پوپ                                                  | نامزدشده | [ ۵۵ ]        |
| جایزه بفتا        | بهترین تدوین                               | زک استنبرگ                                               | نامزدشده | [ ۵۵ ]        |
| جایزه بفتا        | بهترین طراحی تولید                         | اوون پترسون                                              | نامزدشده | [ ۵۵ ]        |
| جایزه بفتا        | بهترین صداگذاری                            | دین آ. دیویس، جان ریتز، گرگ رودولف، دیوید کمپل، دیوید لی | برنده    | [ ۵۵ ]        |
| جایزه بفتا        | بهترین جلوه‌های تصویری                      | جان گاتا، جانک سیرس، اتیو کورتلی، جان توم                | برنده    | [ ۵۵ ]        |
| جایزه ساترن       | بهترین فیلم علمی تخیلی                     | —                                                        | برنده    |               |
| جایزه ساترن       | بهترین کارگردان                            | واچوفسکی‌ها                                               | برنده    |               |
| جایزه ساترن       | بهترین نویسنده                             | واچوفسکی‌ها                                               | نامزدشده |               |
| جایزه ساترن       | بهترین بازیگر مرد                          | کیانو ریوز                                               | نامزدشده |               |
| جایزه ساترن       | بهترین بازیگر زن                           | کری-ان ماس                                               | نامزدشده |               |
| جایزه ساترن       | بهترین نقش مکمل مرد                        | لارنس فیشبرن                                             | نامزدشده |               |
| جایزه ساترن       | بهترین طراحی لباس                          | کیم بارت                                                 | نامزدشده |               |
| جایزه ساترن       | بهترین گریم                                | نیکی گولی، باب مک‌کارن، وندی سنزبری                       | نامزدشده |               |
| جایزه ساترن       | بهترین جلوه‌های تصویری                      | جان گاتا، جانک سیرس، اتیو کورتلی، جان توم                | نامزدشده |               |
| جایزه آماندا      | بهترین فیلم برگزیده خارجی                  | واچوفسکی‌ها                                               | نامزدشده | [ ۵۶ ]        |
| جایزه امپایر      | بهترین شروع به‌کار                          | کری-ان ماس                                               | برنده    |               |
| جایزه امپایر      | بهترین فیلم                                | —                                                        | برنده    |               |
| جایزه تریلر طلایی | بهترین اکشن                                | —                                                        | برنده    |               |
| جایزه تریلر طلایی | بهترین هنر و تجارت                         | —                                                        | برنده    |               |
| جایزه تریلر طلایی | بهترین تدوین                               | —                                                        | برنده    |               |
| جایزه تریلر طلایی | بهترین نمایش                               | —                                                        | برنده    |               |
| جایزه گرمی        | بهترین موسیقی متن تلفیقی برای رسانه تصویری | —                                                        | نامزدشده |               |

### نظرات منتقدان
«ماتریکس مسلماً، تصویر نهایی یک اثر سایبرپانک است.»

—ویلیام گیبسون
ماتریکس از جمله فیلم‌هایی است که به‌ویژه برای صحنه‌های اکشن فوق‌العاده و جلوه‌های ویژه پیشگامانه آن، تحسین منتقدان و فیلم‌سازان و نویسندگان حوزه علمی تخیلی را در پی‌داشت. برخی از ماتریکس به‌عنوان بهترین فیلم علمی تخیلی تمام دوران یاد می‌کنند. انترتینمنت ویکلی، ماتریکس را تاثیرگذارترین فیلم اکشن در دوران خود یاد می‌کند. فیلم موفق شد با ۱۵۲ بازبینی جمعی در وبگاه راتن تومیتوز، نمره ۸۸ درصد را به‌دست‌آورد. در وب‌سایت متاکریتیک، ماتریکس موفق شد نمره ۷۳ درصد که حاصل از ۳۵ بازبینی بود را کسب کند. تماشاگران سینماسکور در دامنه نمره آ مثبت (+A) تا اف (F)، به این فیلم، نمره آ منفی (-A) داده‌اند.
راجر ایبرت به فیلم سه از چهار ستاره داد و طرح فیلم و جلوه‌های ویژه را ستود. با این‌حال جاناتان رزنبام نظرش در مورد فیلم منفی بود و ابزار کرد «تفریحی ساده‌انگارانه برای حدوداً یک‌ساعت اول، تا موقعی که فیلم غرق در ارجاعات زیادش می‌شود … طنز به‌کار رفته به اندازه مناسب نیست و در نهایت تبدیل به اغراقی بیش از اندازه، خشک و بی‌روح و خسته کننده می‌شود.»
فیلم‌سازان و سازندگان مجموعه‌های علمی تخیلی به‌طور مشابهی واکنشی مثبت نسبت به فیلم واکنش نشان‌دادند. ویلیام گیبسون که چهره‌ای شاخص در فیلم‌های سایبر پانک است فیلم را «یک لذت پاک توصیف کرد» و ابزار داشت که «مدت زیادی بود که چنین چیزی را تجربه نکرده بودم.» او همچنین گفت که نئو شخصیت مطلق مورد علاقه من در تمامی فیلم‌ها و مجموعه‌های علمی تخیلی در تمام دوران‌ها است. جاس ویدون فیلم را «فیلم شماره یک خود» نامید و شیوه روایی فیلم، ساختار و عمق را ستود و اعلام کرد که «این فیلم در هر سطحی که به آن نگاه کنید، موفق است»."
دارن آرونوفسکی در مورد فیلم بیان کرد «من از ماتریکس بیرون رفتم… درحالی‌که مشغول فکر کردن بودم که در حال حاضر انسان‌ها می‌توانند چه نوع فیلم علمی تخیلی بسازند؟ واچوفسکی‌ها تمامی ایده‌های موجود در مورد فیلم‌های علمی تخیلی را جمع کردند و آن را به‌شکل یک ساندویچ خوشمزه همه‌پسند درآوردند، ساندویچی که هرکسی روی زمین مایل به بلعیدنش است».
ام. نایت شامالان واچوفسکی‌ها را برای ساخت این فیلم تحسین کرد و ابراز کرد «فارغ از این‌که در مورد ماتریکس چطور فکر می‌کنید، هر نمایی که آنجا است به خاطر شوق و علاقه آن‌ها است! می‌توانید متوجه شوید که بر روی ساخت آن‌ها کاملاً فکر شده است».
سایمون پگ گفت که «ماتریکس هیجان‌انگیز و اقناع کننده بود، چیزی که جنگ ستارگان: قسمت اول - تهدید شبح از انجام آن ناتوان بود. ماتریکس از نظر من تازه و دوست‌داشتنی و از لحاظ بصری حیرت‌انگیز بود. استفاده هوشمندانه از تصاویر شبیه‌سازی شده با کامپیوتر و تعادل کامل میان واقعیت و ماورای‌واقعیت آن را شگفت‌انگیز کرد.»
کوئنتین تارانتینو ماتریکس را به‌عنوان یکی از بیست فیلم مورد علاقه‌اش بین سال‌های ۱۹۹۲ تا ۲۰۰۹ نامید. جیمز کامرون آن را یکی از عمیق‌ترین فیلم‌های علمی تخیلی ساخته شده در تمام دوران‌ها نامید.کریستوفر نولان فیلم را «یک پدیدهٔ تأثیرگذار فوق‌العاده قابل لمس نامید که مخاطبان را به این فکر فرو می‌برد که هی، چی میشه اگه واقعیت این نباشه؟»

## سینمای خانگی
ماتریکس در ۲۱ سپتامبر سال ۱۹۹۹ و با نسبت تصویر ۲٫۳۵:۱ بر روی دیسک لیزری برای نمایش خانگی، توسط رسانه خانگی وارنر در آمریکا عرضه شد. نسخه وی‌اچ‌اس فیلم در هر دو قالب تمام صفحه و صفحه عریض در تاریخ ۷ سپتامبر ۱۹۹۹ عرضه شد. بعد از انتشار دی‌وی‌دی، فیلم به محصولی تبدیل شد که موفق به فروش بیش از یک میلیون نسخه در آمریکا شد و در ادامه رکورد فروش بیش از ۳ میلیون نسخه را نیز به‌دست‌آورد. نسخه نهایی مجموعه سه‌گانه ماتریکس بر روی اچ‌دی دی‌وی‌دی در ۲۲ مه ۲۰۰۷ و بر روی دیسک بلو-ری در ۴ اکتبر ۲۰۰۸ عرضه شد. همچنین نسخه اولترا اچ‌دی بلوری نیز در ۲۲ مه ۲۰۱۸ در دسترس علاقه‌مندان قرار گرفت.

### فلسفه

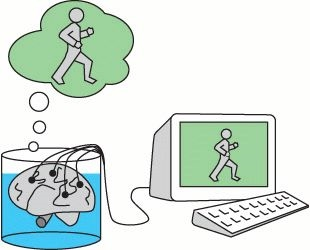
مغز در خمره: مغزی در این شرایط، به‌خاطر دریافت سیگنال‌های مربوط به راه رفتن، تصور می‌کند بدن فرد، واقعاً درحال راه رفتن است.

## میراث

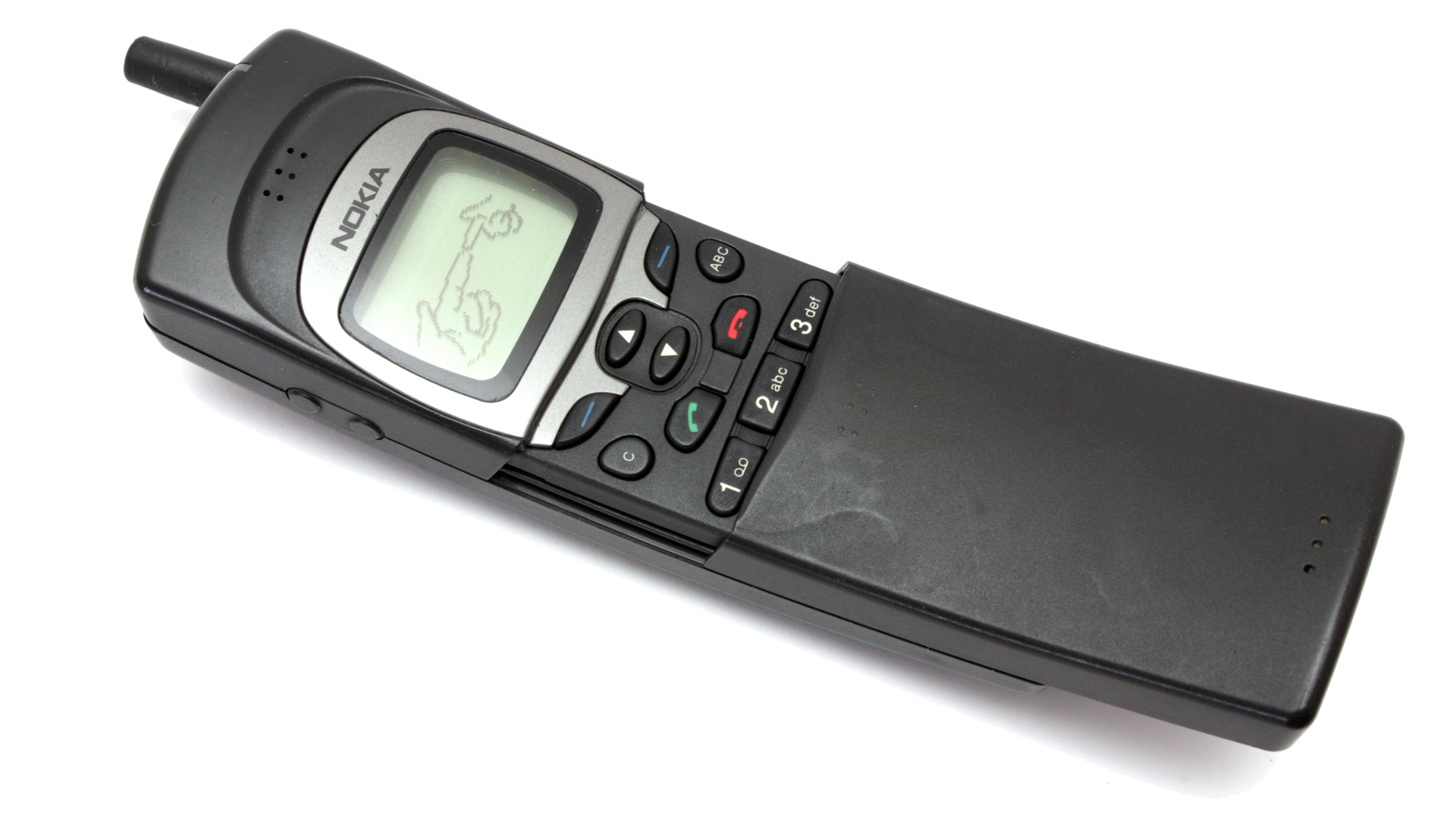
گوشی موبایل مورد استفاده در فیلم، نوکیا مدل ۸۱۱۰